# Antigravitation
Antigravitation er en hypotetisk fysisk kraft, der ophæver tyngdekraften. Indtil videre har ingen demonstreret, at antigravitation kan fungere. Dog er der nogle fysikere som mener det kan lade sig gøre at lave antigravitation.
Det skal bemærkes at indenfor Einsteins anerkendte generelle relativitetsteori er gravitationen ikke en kraft, men en egenskab ved rummet – eller mere eksakt rumtiden. Faktisk bliver enhver form for energi i bevægelse (f.eks. fotoner; lys) "bøjet" om enhver form for energi (fx masser)! Det skyldes netop ikke "tyngdekraften", fordi fotoner ikke har masse, men derimod fordi rummet krummer om enhver form for energi, vil lyset følge rummets krumning. Derfor skal antigravitation i generel relativitetsteori sammenhæng fortolkes som noget, der kan ophæve - eller skabe en rumtidskrumning, i modsat retning af den oprindelige rumtidskrumning. I så fald vil det hypotetiske Alcubierre-drev kunne opfattes som et "antigravitationsapparat".
Antigravitation er meget udbredt inden for science-fiction.